# Korzeniówka Duża
Korzeniówka Duża – wieś w Polsce położona w województwie podlaskim, w powiecie siemiatyckim, w gminie Siemiatycze. Wieś jest siedzibą sołectwa Korzeniówka Duża w którego skład wchodzi również miejscowość Korzeniówka Mała.
W latach 1975–1998 miejscowość administracyjnie należała do województwa białostockiego.
Wierni kościoła rzymskokatolickiego należą do parafii św. Rocha w Miłkowicach-Maćkach.